# Viața la Casa Albă
Viața la Casa Albă (engleză The West Wing) este un serial american de televiziune produs de Aaron Sorkin. Serialul a debutat în septembrie 1999 pe postul NBC. Ultimul episod al dramei a fost transmis la data de 14 mai 2006. Acțiunea se desfășoară la Casa Albă și acoperă mandatul președintelui democrat Josiah Bartlet (interpretat de Martin Sheen).
În ianuarie 2006, NBC a anunțat suspendarea serialului din cauza scăderii audienței acestuia.
Serialul a fost apreciat pentru realismul cu care sunt prezentate căile subtile prin care regimul american ia hotărâri.

## Distribuție
- Stockard Channing: Abigail „Abby“ Bartlet
- Dulé Hill: Charles „Charlie“ Young
- Allison Janney: Claudia Jean „C.J.“ Cregg
- Rob Lowe: Samuel Norman „Sam“ Seaborn
- Janel Moloney: Donnatella „Donna“ Moss
- Martin Sheen: Josiah Edward „Jed“ Bartlet
- Richard Schiff: Tobias Zachary „Toby“ Ziegler
- John Spencer: Leo Thomas McGarry
- Bradley Whitford: Joshua „Josh“ Lyman
- Joshua Malina: Will Bailey
- Jimmy Smits: Matthew Vincente „Matt“ Santos
- Alan Alda: Arnold „Arnie“ Vinick